# Praxiteles

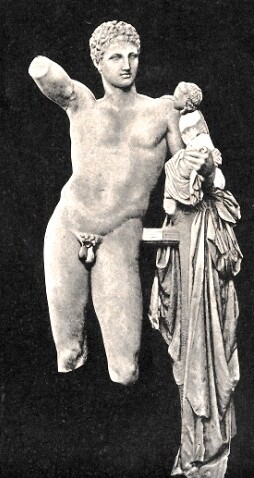
Hermes des Praxiteles

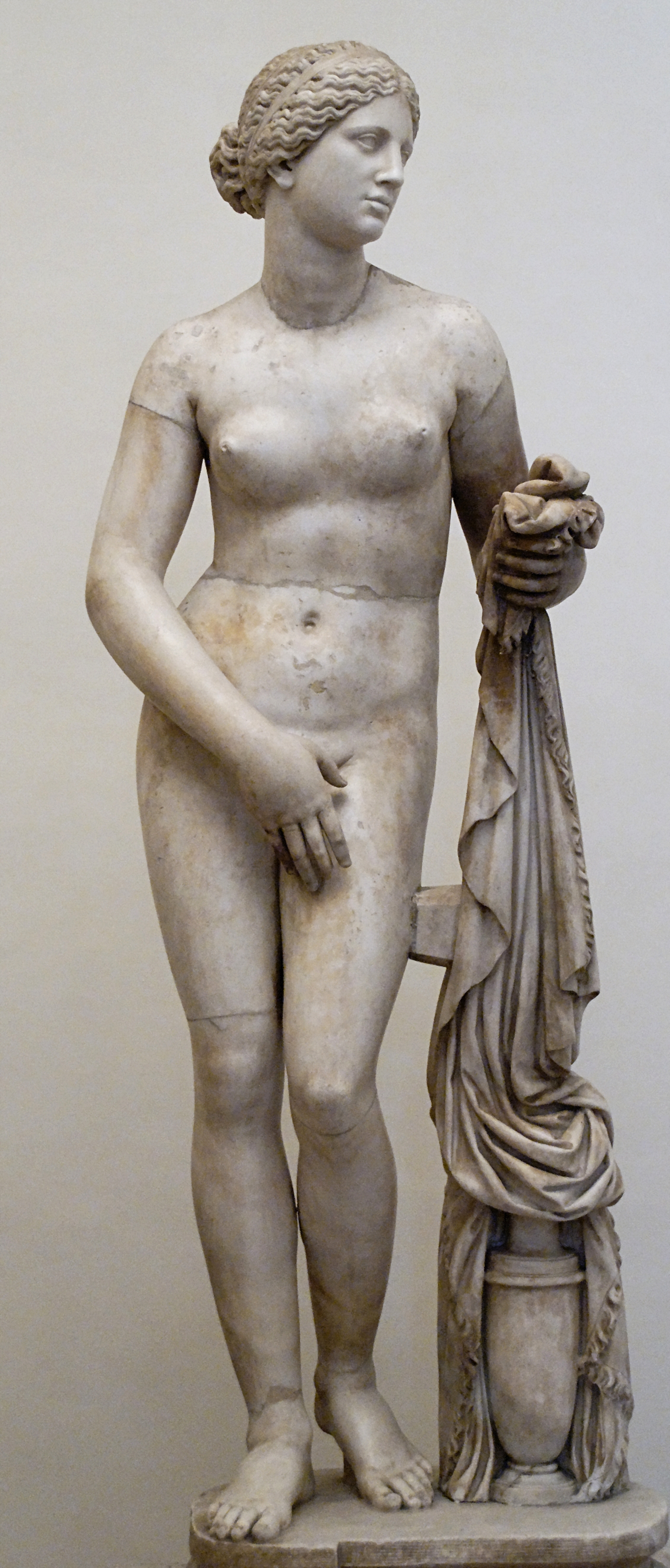
Knidische Aphrodite, Kopie des Originals

Knidische Aphrodite, teilbekleidete Variante

Praxiteles (griechisch Πραξιτέλης Praxitélēs; * um 390 v. Chr. in Athen; † um 320 v. Chr.) gilt als einer der bedeutendsten Bildhauer der griechischen Antike. Er wirkte neben Skopas und Lysipp in der Stilepoche der Spätklassik.

## Leben
Praxiteles war Schüler und wahrscheinlich ein Sohn Kephisodotos’ des Älteren und Vater Kephisodotos’ des Jüngeren, der ebenfalls ein bedeutender Bildhauer war. Er war Zeitgenosse und Konkurrent des Skopas und gilt als wichtigster Vertreter der jüngeren attischen Schule.
Antike Autoren priesen ihn als einen der größten Bildhauer. Seine Werke verbinden Natürlichkeit und psychologisch feinen Ausdruck. Zudem zeichnen sich seine Skulpturen durch Meisterschaft in der Oberflächenbehandlung, Ausgewogenheit in der Körperrhythmik und eine anmutige Form aus. Er schuf einige Statuen aus Parischem Marmor.
Er war der Schöpfer der jugendlichen Götterideale (Dionysos, Aphrodite, Eros, Apollon, Artemis) und überwand die erhabene Strenge des Phidias.
Antike Schriftsteller erwähnen etwa 50 von ihm stammende Werke. Besonders berühmt waren die Aphrodite von Knidos, der Eros von Thespiai, der Eidechsentöter Apollon Sauroktonos und der ruhende Satyr. Eine Reihe der schönsten erhaltenen Satyrstatuen gelten als Repliken seiner Werke aus späterer Zeit, vor allem die Kopien eines jugendlichen Satyrs, der aus dem erhobenen Krug Wein in ein Trinkhorn gießt. Ein tanzender Satyr wurde 1998 vor der Tunesischen Küste aus dem Meer geborgen und 2007 im Louvre ausgestellt. Auch von der Sauroktonos-Statue sind Nachbildungen erhalten. Der knidischen Aphrodite kommt eine Marmorstatue am nächsten, die sich heute in den vatikanischen Museen befindet.
Ob eine große Gruppe der Niobe mit ihren Kindern von Praxiteles oder von Skopas geschaffen wurde, war bereits im Altertum strittig.
Ein Originalwerk des Praxiteles, der von Pausanias erwähnte Hermes mit dem Dionysosknaben, ist 1877 in Olympia gefunden worden (siehe Hermes von Olympia). Die meisterhafte Marmorbehandlung und die Anmut und Weichheit der Formenbildung bestätigen das Lob antiker Schriftsteller, die Praxiteles gleichrangig neben Phidias und Skopas nennen.

## Werke (Auswahl)
- Der einschenkende Satyr (2. Viertel 4. Jh. v. Chr.)
- Aphrodite von Knidos (um 340 v. Chr.), (die wohl beste der vielen Kopien davon in Rom, Vatikanische Museen)
- Hermes von Olympia (um 340 v. Chr., Marmor, Museum Olympia).

## Weblink
| Personendaten    | Personendaten          |
| ---------------- | ---------------------- |
| NAME             | Praxiteles             |
| KURZBESCHREIBUNG | griechischer Bildhauer |
| GEBURTSDATUM     | um 390 v. Chr.         |
| GEBURTSORT       | Athen                  |
| STERBEDATUM      | um 320 v. Chr.         |